# Helicophagus
Helicophagus (Гелікофагус) — рід риб родини Акулячі соми ряду сомоподібні. Має 3 види. Наукова назва походить від грецьких слів helike, тобто «спіраль», та phagein — «їсти».

## Опис
Загальна довжина представників цього роду коливається від 37,7 до 70 см. Голова невелика, трохи сплощена зверху та стиснута з боків. Морда витягнута. Очі великі. Рот вузький. Є 3 пари вусів, найдовші на нижній щелепі. Тулуб подовжений, стрункий. Скелет складається з 40—49 хребців. Спинний плавець помірно високий, вузький, з 6—7 м'якими та 1—2 жорстким променями. Жировий плавець крихітний. Грудні та черевні плавці невеличкі. Анальний плавець довгий, має 35—42 м'яких променів. Хвостове стебло помірно довге. Хвостовий плавець сильно розрізаний.
Забарвлення сріблясте або рожеве.

## Спосіб життя
Це демерсальні риби. Воліють прісних вод. Зустрічається тільки у великих річках, але може запливати в затоплені ділянки лісу. Є територіальними рибами, лише H. waandersii мігрує. Живляться молюсками, переважно двостулковими.

## Розповсюдження
Мешкає в басейнах річок Меконг, річках острова Суматра та південно-східного Калімантану.

## Види
- Helicophagus leptorhynchus
- Helicophagus typus
- Helicophagus waandersii